# 中野正剛事件
中野正剛事件（なかのせいごうじけん）とは太平洋戦争中の1943年、日本の現職衆議院議員だった東方同志会の中野正剛に対し、行政が特別高等警察を通じてその身柄を拘束した事件。中野は最終的に釈放されたが、直後に自殺した。
同年9月21日、東方同志会の会長だった中野をはじめとする39人が一斉に検挙された。中野らは弾圧によって合法活動に行き詰まり非合法な直接行動に及ぼうとしていたともされ、東條内閣による政治弾圧の一環としての検挙だったともされる。
東方同志会不穏計画事件とも。

## 身柄の拘束
以前から内閣総理大臣の東條英機を批判していた衆議院議員の中野正剛は、1943年正月に朝日新聞紙上に「戦時宰相論」を発表して名指しこそしなかったものの、改めて東條を痛烈に批判した。それにより、中野は東條が最も警戒する人物の一人となった。
1943年10月21日に東條の意による警視庁特高部によって中野は身柄を拘束される。治安維持法違反や戦時法違反では証拠不十分のため、行政検束という形を取った。東條は大いに溜飲を下げたが、この中野の身柄拘束は強引すぎるものとして世評の反発を買うことになった。友人の徳富蘇峰や鳩山一郎は中野の釈放を各方面に主張した。行政検束は形式上はすぐに釈放してまたすぐに拘束するという手法で事実上の長期身柄拘束が可能な仕組みであったが、相手が国会議員であったため、行政検束で長期間身柄を拘束することは国会の反発を招きかねなかった。さらに大日本帝国憲法第53条には「両議院の議員は現行犯罪又は内乱外患に関する罪を除く外会期中その院の許諾なくして逮捕せらるることなし（原文は片仮名、旧字体）」と規定されており、議会開会が10月26日に迫っていた。
10月24日に東條に呼び出されて中野の起訴を指示された検事総長・松阪広政は、中野の言動は大日本帝国憲法第29条により法に触れない言論の自由の範囲内の収まっているとして「証拠不十分でこんな証拠ではとても起訴はできない。大体、総理、あなたは中野のことになると感情的になりすぎる」と東條に反論して喧嘩になるありさまだった。検察・警察側としては、中野ほどの大物になると拷問などの強引な取調べはできなかった。中野を議会出席停止させるよう東條に呼び出された国務大臣の大麻唯男（東條のイエスマンとして議会統制をおこなっていた）も「憲法上の立法府の独立を侵害しかねないのでできません」と反論される。東條は証拠不十分とする松阪の一言をとらえて「新しい証拠が出てきて、中野が自白したらどうする」と食い下がり、松阪は議会開会の1日前である10月25日正午までの取調べという条件をつけた。東京憲兵隊の取調べに対して、中野は「自宅で身内の東方同志会2人にガダルカナルの敗戦は陸海軍の作戦不一致の結果だと話した」と自白する。

## 釈放
中野は10月25日に釈放された。
釈放されたものの、憲兵2名の見張りがつき、追い詰められた中野は10月27日に割腹自殺した。
中野の亡骸は荼毘に付された後、ただちに列車にて故郷の福岡に送られたが、深夜博多駅で迎えたのは縁者の当主一人であったという。

## その他の検挙
このとき、進藤一馬、永田正義、長谷川峻、三田村武夫、中野泰助等も検挙された。

## 論評
中野の自殺については、戦後、戦争の裏面暴露を題材としたラジオ番組『真相はかうだ』では、東條暗殺に関与したことが発覚し東條側に自決を迫られ、自決しなければこちらで殺すと脅されたものとして描かれている。他に、南進論を唱えて戦争を支持してきた責任を取ったとする説、東條内閣の倒閣運動に関与したため東條が怒り、やはり自決を迫って自決せねば息子を激戦地に送ると脅したためとする説、警察の取調にもそれまで屈したことがなかったにもかかわらず憲兵の取調に屈し、それを屈辱に感じたためとする説等がある。当時の東京憲兵隊長は酔った自慢話に「中野を殺したのも自分なり」と語ったとも言われる。